# Pàrids

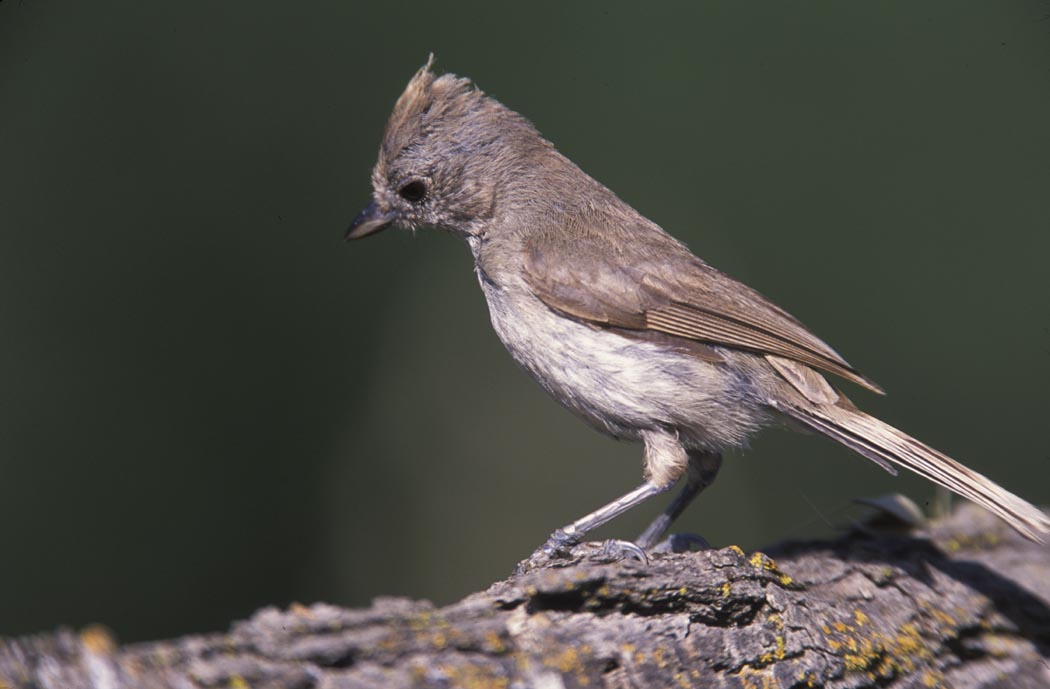
Baeolophus inornatus.

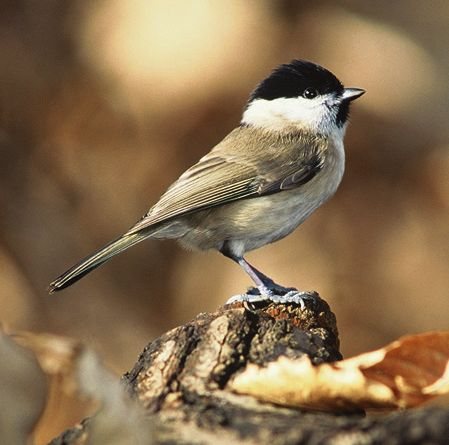
Mallerenga d'aigua (Parus palustris).

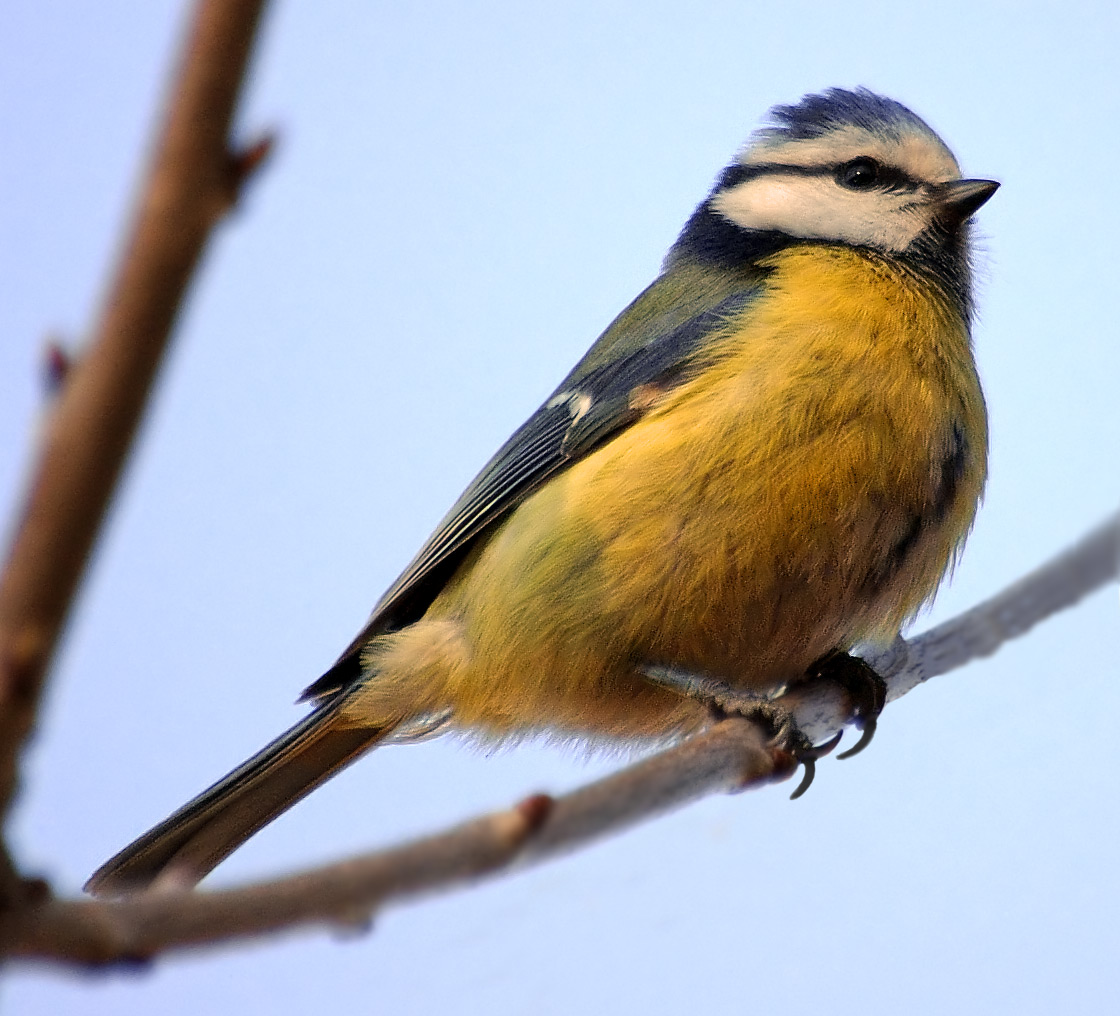
Mallerenga blava (Parus caeruleus).

La família dels pàrids agrupa petits ocells de plomatge adés viu, adés apagat i de dimorfisme sexual poc acusat.
Són ocells molt àgils, veritables acròbates dels arbres entre el fullatge dels quals es mouen contínuament tot cercant insectes. La majoria són petits i arrodonits amb el bec curt que viuen en terrenys arbrats i nien en forats. Són sedentaris i a l'hivern vaguen en estols barrejats de diferents espècies.
Les espècies autòctones de l'àmbit catalanoparlant es coneixen com a mallerengues, tot i que aquest nom també el reben algunes espècies d'altres famílies.

## Taxonomia
Segons la classificació del Congrés Ornitològic Internacional (versió 11.1, 2021) aquesta família està formada per 14 gèneres, amb 64 espècies:
- Gènere Cephalopyrus, amb una espècie: mallerenga cap de foc (Cephalopyrus flammiceps)
- Gènere Sylviparus, amb una espècie: mallerenga modesta (Sylviparus modestus)
- Gènere Melanochlora, amb una espècie: mallerenga sultana (Melanochlora sultanea)
- Gènere Periparus, amb tres espècies.
- Gènere Pardaliparus, amb tres espècies.
- Gènere Lophophanes, amb dues espècies.
- Gènere Baeolophus, amb 5 espècies.
- Gènere Sittiparus, amb 5 espècies.
- Gènere Poecile, amb 15 espècies.
- Gènere Cyanistes, amb tres espècies.
- Gènere Pseudopodoces, amb una espècie: mallerenga terrestre (Pseudopodoces humilis)
- Gènere Parus, amb 4 espècies.
- Gènere Machlolophus, amb 5 espècies.
- Gènere Melaniparus, amb 15 espècies.

Anteriorment, alguns autors havien inclòs (totalment o parcialment) les famílies dels egitàlids i dels remízids dins de la dels pàrids.